# Paidia simplicalcarata
Paidia simplicalcarata är en fjärilsart som beskrevs av Ebert 1973. Paidia simplicalcarata ingår i släktet Paidia och familjen björnspinnare. Inga underarter finns listade i Catalogue of Life.